# Руис Соррилья, Мануэль
Мануэ́ль Руи́с Сорри́лья (исп. Manuel Ruíz Zorrilla; 22 марта 1833, Бурго-де-Осма, провинция Сория — 13 июня 1895, Бургос) — испанский политический деятель прогрессивно-республиканского толка, председатель правительства Испании.

## Биография
Был адвокатом в Мадриде, в 1856 году был избран в Кортесы, где примкнул к прогрессистам. В 1866 году за участие в восстании был изгнан из Испании. В 1868 году после падения королевы Изабеллы, назначен министром торговли, народного просвещения и публичных работ, в 1869 году — министром юстиции, в январе 1870 года избран президентом кортесов.
Соррилья содействовал избранию на испанский престол принца Амадея Савойского (19 ноября 1870 года), при котором он был сначала министром исповеданий и народного просвещения, а 25 июля 1871 года стал во главе кабинета, сформированного им исключительно из прогрессивных элементов, и принял на себя должность министра внутренних дел, но уже 3 октября 1871 года был свергнут. В июне 1872 года вновь стал во главе радикального кабинета и тщетно старался упрочить престол за Амадеем, по отречении которого (февраль 1873 года) Соррилья удалился за границу.
Из Парижа Соррилья руководил республиканской пропагандой в Испании, преимущественно среди армии. В марте 1884 года испанский суд заочно приговорил Соррилью за участие в очередном восстании к смертной казни.
В манифесте 1888 года Соррилья требовал созыва учредительных кортесов, всеобщего голосования для окончательного решения вопроса о форме государственного устройства, свободы исповеданий, социальных реформ и прочего.
Незадолго до смерти вернулся в Испанию, отказавшись от политической деятельности.